# Batalha de Rozgony
A Batalha de Rozgony, também conhecida como Batalha de Rozhanovce, foi travada entre o rei Carlos Roberto da Hungria e a família do palatino Amade Aba em 15 de junho de 1312, no campo de Rozgony (atualmente Rozhanovce). O Chronicon Pictum descreveu-a como "a batalha mais cruel desde a Invasão Mongol da Europa". Apesar das muitas baixas do lado do rei, sua vitória decisiva pôs fim ao domínio da Família Aba sobre o leste do Reino da Hungria, enfraqueceu seu principal adversário interno Mateus Csák III e, por fim, consolidou o poder de Carlos Roberto da Hungria.

## Contexto

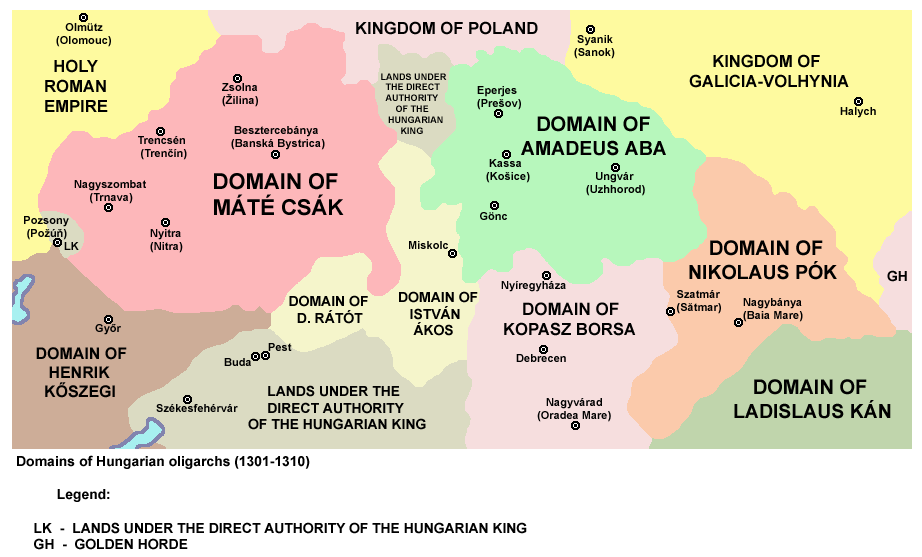
Domínios dos oligarcas húngaros (1301–1310)

Após a extinção da linha principal da Dinastia Árpád em 1301, a sucessão ao trono do Reino da Hungria tornou-se disputada por diversos monarcas estrangeiros e outros pretendentes. Um deles era Carlos Roberto da Casa Capetiana de Anjou, apoiado pelo Papa. Ao longo de vários anos, Carlos expulsou seus rivais estrangeiros e instalou-se no trono húngaro. Naquele momento, o poder central estava enfraquecido na Hungria, e o país era governado por senhores locais que controlavam pequenos principados e ducados. Contudo, seu domínio ainda era nominal em muitas regiões, pois diversos magnatas poderosos, duques locais e príncipes não o reconheciam como rei supremo. O principal adversário de Carlos era Mateus Csák, que dominava vários condados no oeste e norte da Hungria. Eventualmente, ele se aliou à Família Aba, que controlava o leste do reino.
Em 1312, Carlos sitiou o Castelo de Sáros (atualmente Castelo de Šariš, na Eslováquia), controlado pelos Abas. Após receber reforços enviados por Mateus Csák (segundo o Chronicon Pictum, quase todas as forças de Mateus, além de 1 700 mercenários lançadores), Carlos Roberto foi forçado a recuar para o condado leal de Szepes (hoje região de Spiš), cujos habitantes saxões reforçaram suas tropas. Os Abas, beneficiando-se da retirada, decidiram atacar a cidade de Kassa (atual Košice) por sua importância estratégica e também em retaliação pela morte de Amadeus Aba, assassinado poucos meses antes por colonos alemães da cidade a mando de Carlos. O rei marchou então sobre Kassa para enfrentar seus adversários.

## Batalha

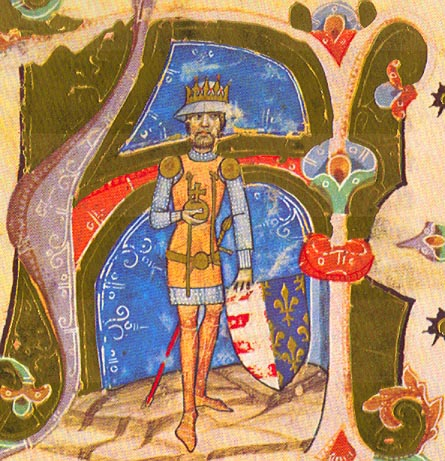
Rei Carlos Roberto da Hungria

As forças opositoras abandonaram o cerco a Kassa e posicionaram-se numa colina próxima ao rio Tarca (Rio Torysa). Carlos Roberto da Hungria teve de colocar seu exército em um terreno agrícola plano aos pés da colina. Apesar de não se conhecerem os números exatos, sabe-se que o exército real incluía tropas próprias do rei, uma unidade italiana dos Hospitalários e uma infantaria de mil homens composta por saxões zipser. Devido a relatos contraditórios nas crônicas da época, não é claro até que ponto os Abas foram auxiliados pelas forças de Mateus Csák.
A batalha começou com um ataque surpresa dos rebeldes durante ou logo após a missa no acampamento real. Seguiu-se um violento combate corpo a corpo, com grandes baixas entre os cavaleiros de ambos os lados. Em certo momento, até o estandarte real foi perdido e o próprio rei teve de lutar sob o estandarte dos Hospitalários. No momento decisivo da batalha, reforços enviados por Kassa chegaram e salvaram a causa do rei. O exército rebelde, após perder seus comandantes, foi derrotado.

## Consequências
Alguns dos principais líderes da Família Aba morreram na batalha, e parte de seu território foi dividido entre o rei e seus aliados. A perda de um aliado fundamental também representou um golpe a Mateus Csák. Embora ele ainda tenha controlado seus domínios até sua morte, em 1321, seu poder começou a declinar logo após a batalha, e nunca mais foi capaz de lançar ofensivas significativas contra o rei.
A consequência imediata foi que Carlos Roberto da Hungria passou a controlar o nordeste do reino. Mas as consequências de longo prazo foram ainda mais significativas. A batalha reduziu drasticamente a oposição dos magnatas. O rei ampliou sua base de poder e prestígio. A posição de Carlos Roberto como Rei da Hungria foi agora consolidada militarmente, e a resistência contra seu governo chegou ao fim. No entanto, o domínio angevino sobre a Hungria durou apenas 74 anos, e os Abas continuaram a exercer papel importante mesmo durante essa administração.